# Oblast' autonome
Un'oblast' autonoma è un'entità autonoma all'interno dello stato che si trova a livello di oblast (provincia) della suddivisione amministrativa complessiva. Può riferirsi a:
- Regione autonoma della Russia
  - Oblast' autonoma ebraica
- Oblast' autonome dell'Unione Sovietica
- Rumelia orientale (indicata con questo nome in bulgaro, una delle sue lingue ufficiali)
- Regioni autonome serbe[non chiaro]